# Fred Rogers
Fred McFeely Rogers (Latrobe, 20 maart 1928 – Pittsburgh, 27 februari 2003) was een Amerikaans presentator, muzikant, poppenspeler, schrijver, televisieproducer en dominee. Hij is vooral bekend als bedenker, schrijver, componist, producer en presentator van het kinderprogramma Mister Rogers' Neighborhood (1968-2001).

## Biografie
Rogers werd geboren in de stad Latrobe in de Amerikaanse staat Pennsylvania als oudste zoon van James en Nancy Rogers. Rogers' vader was zakenman en eigenaar van de McFeely Brick Company. Rogers had ook een zus, Elaine, die door zijn ouders werd geadopteerd toen Fred elf jaar was. Hij had een moeilijke jeugd en spendeerde de meeste tijd alleen. Hij ging vooral om met zijn grootvader en hield zich bezig met poppen spelen. Hij leerde op 5-jarige leeftijd piano spelen.

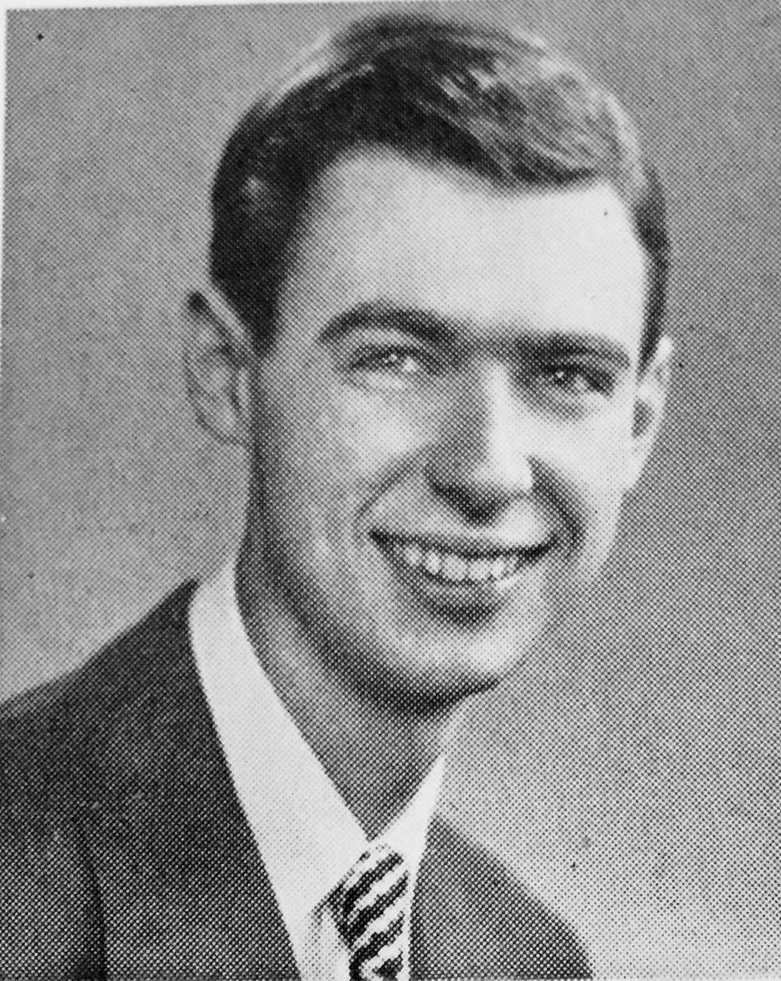
Fred Rogers als examenkandidaat op de middelbare school

Fred Rogers was verlegen, had een introverte persoonlijkheid en had overgewicht. Vanwege ernstige astma-aanvallen was hij voornamelijk veel aan huis gebonden. Op school werd hij veel gepest vanwege zijn verlegenheid en overgewicht. Zijn bijnaam was "Fat Freddy".
Volgens Morgan Neville, regisseur van de documentaire Won't You Be My Neighbor? uit 2018, had Rogers een zeer eenzame jeugd: (en) "I think he made friends with himself as much as he could. He had a ventriloquist dummy, he had [stuffed] animals, and he would create his own worlds in his childhood bedroom."
Rogers volgde onderwijs aan de Latrobe High School, waar hij zijn verlegenheid overwon. Rogers werd de redacteur voor het schooljaarboek en was leider van de studentenraad. 
Na zijn middelbaar onderwijs studeerde hij eerst aan het Dartmouth College en volgde later onderwijs aan het Rollins College in Winter Park, Florida, alwaar hij in 1951 Cum laude slaagde voor een graad in muziekcompositie. Na zijn opleiding kreeg hij datzelfde jaar nog een baan bij NBC in New York als opnameleider voor verschillende shows. 
In 1961 begon hij met een nieuwe opleiding, en wel tot dominee. In 1963 werd hij benoemd tot dominee van de Presbyterianistische kerk.
Rogers trouwde in 1952 met Sara Joanne Byrd (roepnaam: Joanne). Samen kregen ze twee kinderen: James en John. Rogers nam zijn huwelijksgeloften zeer serieus en het stel bleef ook samen tot zijn dood.
Vanaf midden jaren 70 werd Rogers vegetariër. Hij claimde dat hij "niets kon eten dat een moeder had". In de jaren 80 werd hij mede-eigenaar van de Vegetarian Times.

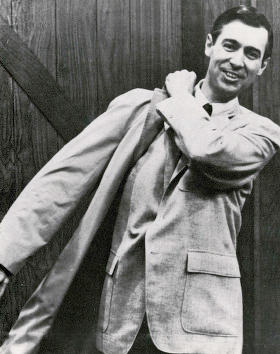
Fred Rogers ten tijde van Misterogers, midden jaren '60

Rogers richtte in 1971 Family Communications, Inc op, een non-profitorganisatie die zich voornamelijk richt op educatieve kindertelevisie voor de publieke televisie in de Verenigde Staten en Canada. Het bedrijf, met Rogers als directeur en bestuursvoorzitter, produceerde alle afleveringen van Mister Rogers Neighborhood en verschillende andere series, documentaires en korte educatieve filmpjes voor kinderen en ouders gepresenteerd en geschreven door Rogers. Na zijn dood in 2003, werd Family Communications Inc. in 2010 omgedoopt tot The Fred Rogers Company. In 2018 veranderde de organisatie weer van naam, naar het huidige Fred Rogers Productions.

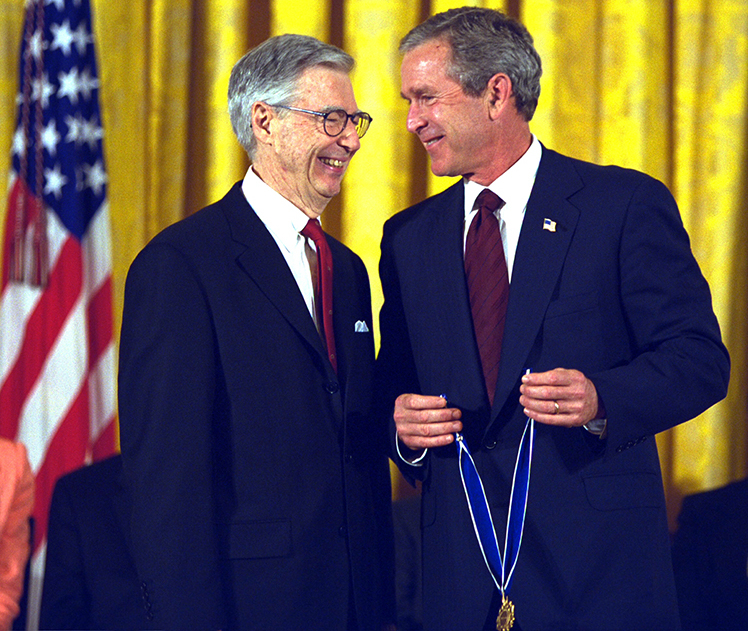
Fred Rogers ontving in 2002 de Presidential Medal of Freedom van toenmalig president George W. Bush

In december 2002 werd er maagkanker gediagnosticeerd bij Rogers. Hiervoor onderging hij een operatie in januari 2003. Hij stierf thuis in de ochtend van 27 februari 2003 met zijn vrouw, Joanne, aan zijn zijde: drie weken vóór zijn 75e verjaardag.
Zijn dood veroorzaakte een periode van grote rouw in de Verenigde Staten en voornamelijk in zijn woonplaats Pittsburgh. Er werd een herdenking georganiseerd in de Heinz Hall, waar 2700 mensen hun respect tegenover Rogers kwamen betuigen. Enkele bekende namen, waaronder David Hartman, Eric Carle, Marc Brown, Pat Mitchell en Elsie Hillman, waren aanwezig en spraken tijdens de herdenking waarbij voornamelijk werd stilgestaan bij Rogers leven en zijn werk voor de jeugd en zijn invloed op velen.
Rogers werd begraven in zijn geboortestad Latrobe.

## Televisiewerk

### Eerste jaren
Rogers begon in 1951 te werken voor de NBC in New York. In een interview met CNN eind jaren 90 verklaarde Rogers dat hij al voor de televisie wou werken nadat hij er voor de allereerste keer er een had gezien bij zijn ouders thuis eind jaren 40. Zijn reden hiervoor was dat hij namelijk een enorme hekel had aan de programma's op televisie. Volgens Rogers waren er zoveel goede mogelijkheden voor het gebruik van het apparaat, en werden deze niet benut.
In 1953 keerde hij terug naar Pittsburgh om te werken als programma-ontwikkelaar voor de lokale, publieke zender WQED. Hier produceerde en schreef hij het kinderprogramma: The Children's Corner. Het programma werd gepresenteerd door Josie Carey, en Rogers werkte voornamelijk op de achtergrond. Het programma werd een succes en werd in 1955 landelijk uitgezonden via NBC. Tijdens zijn werkzaamheden voor de zender en show, volgde Rogers een opleiding tot dominee. In 1963 werd hij benoemd tot dominee van de Presbyterianistische kerk. Ook slaagde hij aan de universiteit van Pittsburgh voor een studie Kinderontwikkeling. Na deze studie werkte hij veel samen met kinderpsychiater Margaret McFarland die zijn adviseur en steunpunt werd in de ontwikkeling van kinderprogramma's.
In 1963 ging Rogers werken voor de zender CBC in Toronto, waar hij een eigen televisieserie kreeg met de titel Misterogers. Deze show werd geheel opgenomen in zwart-wit en elke aflevering duurde 15 minuten. De show liep van 1963 tot 1967 en was bedoeld voor kinderen en kindereducatie. Het was Rogers' eerste werk voor de camera. Van 1964 tot 1967 werkte hij ook voor dezelfde zender voor het kinderprogramma Butternut Square. In 1967 verkreeg hij de rechten van Misterogers en alle daarbijhorende afleveringen, titels, namen en personages. Hij verhuisde samen met zijn vrouw, Joanne, terug naar Pittsburgh en nam ook het gehele decor van de serie mee.
Naast zijn werk voor 'The Neighborhood' presenteerde Rogers verschillende korte documentaires voor zowel kinderen als volwassenen en verscheen regelmatig in programma's met opvoedkundige tips, interviews of voor kinderen. Een bekende gastrol was een aflevering in Sesame Street waar hij Big Bird ontmoette en met hem sprak over fantasie. Tussen 1978 en 1979 stopte Rogers tijdelijk met Mister Rogers' Neighborhood om zich te focussen op een nieuw project. Hij presenteerde toen de documentaire Old Friends...New Friends, gericht op volwassenen, waarin hij op locatie verschillende individuen volgde en met ze sprak over hun doel en betekenis van het leven en wat dit voor positief effect kan hebben op hun omgeving. Er werden twee seizoenen geproduceerd met in totaal 20 afleveringen.
In 1996 speelde Rogers in de 19e aflevering van het 4e seizoen van Dr. Quinn, Medicine Woman een gastrol als dominee Thomas. Dit was zijn eerste acteerrol en de eerste keer dat hij niet als zichzelf of een van zijn poppen op televisie verscheen.

### Mister Rogers' Neighborhood
Zie ook het hoofdartikel over dit onderwerp: Mister Rogers' Neighborhood

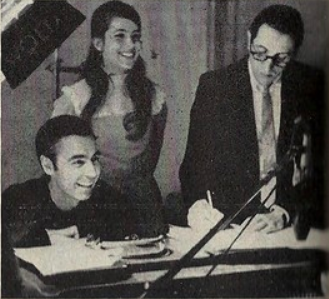
Rogers met Betty Aberlin en Johnny Costa in 1969

In 1968 begon Rogers te werken voor de NET (National Educational Television, vanaf 1971 PBS) waar hij zijn eigen televisieprogramma voor kinderen begon te maken, geïnspireerd op Misterogers en The Children's Corner. De serie met de naam Mister Rogers' Neighborhood werd nationaal uitgezonden (en ook in landen als Canada en Engeland) en elke aflevering duurde een halfuur. Het eerste seizoen bestaat uit 180 afleveringen, allemaal in zwart-wit. Na 1971, toen de serie werd geproduceerd door PBS, werden alle afleveringen in kleur uitgezonden. In totaal werden er tussen 1968 tot 2001 895 afleveringen geproduceerd en 17 specials. Op het hoogtepunt werd de serie door 1,8 miljoen kijkers bekeken.
De laatste aflevering, met aan het eind een vaarwel van Fred Rogers, werd gemaakt in december 2000 en uitgezonden op 31 augustus 2001. Tot en met 2016 werd de serie met grote regelmaat herhaald op de PBS zenders.
De meeste decorstukken en rekwisieten van de serie had Rogers meegenomen van zijn vorige serie in Toronto voor CBS. Het programma werd bekend door haar fantasierijke elementen, het trage tempo van de afleveringen en de rustige presentatie door Rogers. Ook schuwde Rogers niet om enkele afleveringen centraal te stellen aan controversiële onderwerpen als de dood, oorlog, geweld, aanslagen en medische injecties. Zo waren er specials die speciaal werden gemaakt om met kinderen te praten over moeilijke, recente gebeurtenissen zoals na de moord op Robert Kennedy en het Bloedbad op Columbine High School in 1999.
Rogers werd ook bekend om zijn kledingkeuze in de serie. In het intro liep hij naar binnen in een zakelijk kostuum en tijdens de muziek verkleedde hij zich. Hij droeg tijdens elke aflevering een rood of blauw vest met rits en blauwe sneakers onder een lichte, nette broek.
In tegenstelling tot andere PBS programma's zoals Sesame Street, focuste Mr. Rogers' Neighborhood niet op cognitief leren maar meer op de sociale en emotionele behoefte van kinderen. Rogers werd geprezen omdat hij niet op kinderen neer sprak, maar serieus als volwassenen met hun sprak op kinderniveau. Samen met zijn mentor, Margaret McFarland baseerde hij de afleveringen op vroege kindereducatie concepten uit het onderwijs en werd er gefocust op de ontwikkeling van psyche en gevoelens, alsmede ook het  gevoel voor morele en ethische redenering. Rogers leerde kinderen in zijn afleveringen ook over maatschappelijke ontwikkelingen en opvoeding zoals tolerantie, delen, eigenwaarde en beleefdheid.
Het programma was het levenswerk van Rogers. Hij schreef alle 912 afleveringen, produceerde 900 afleveringen, speelde en zong de muziek in de serie waar hij 200 liedjes en 13 opera's voor schreef, bedacht alle personages (zowel de poppen als de menselijke personages) en speelde ook veel van de poppen. Ook was hij betrokken bij het produceren en goedkeuren voor elk detail en decorstuk.
In 1975 stopte Rogers met het produceren van de Neighborhood om zich te focussen op het creëren van televisie voor volwassenen. De toen 445 gemaakte afleveringen van The Neighborhood bleven herhaald worden op de televisie. Rogers bleef op de achtergrond wel educatie voor kinderen ontwikkelen samen met McFarand. In 1979 keerde hij terug voor nieuwe afleveringen van The Neighborhood.
In 2001 ging Rogers op 73-jarige leeftijd met pensioen.

## Filmografie
| Jaar        | Titel                                  | Rol                                                                | Trivia |
| ----------- | -------------------------------------- | ------------------------------------------------------------------ | --- |
| 1955 - 1961 | The Children's Corner                  | Daniel Striped Tiger X the Owl King Friday the 13th                | Fred Rogers speelde en deed de stem van de poppen, maar kwam zelf nooit in beeld. |
| 1961 - 1966 | MisteRogers                            | Mister Rogers                                                      | |
| 1964        | Butternut Square                       | Mister Rogers                                                      | 1 aflevering als gast |
| 1967 - 1969 | MisteRogers' Neighborhood              | Mister Rogers                                                      | Deze voorloper van Mister Rogers Neighborhood werd enkel in het Noord-Oosten van de Verenigde Staten uitgezonden. |
| 1969 - 2001 | Mister Rogers' Neighborhood            | Mister Rogers Verschillende poppen (zowel als speler, als de stem) | |
| 1978        | Christmastime with Mister Rogers       | Mister Rogers                                                      | |
| 1978 - 1979 | Old Friends...New Friends              | Presentator                                                        | 2 seizoenen, 20 afleveringen |
| 1981        | Sesame Street                          | Zichzelf                                                           | Gastrol (Seizoen 12, aflevering 130) |
| 1988        | Good Night, Little Ones                | Mister Rogers                                                      | |
| 1991        | Where in the World Is Carmen Sandiego? | X the Owl Henrietta Pussycat                                       | Televisiequiz voor kinderen waar Fred Rogers via twee van zijn poppen verschillende vragen stelde aan de deelnemers in een gastaflevering. |
| 1994        | Mr. Dressup's 25th Anniversary         | Zichzelf                                                           | |
| 1994        | Fred Rogers' Heroes                    | Zichzelf/Presentator                                               | 1-delige documentaire |
| 1996        | Dr. Quinn, Medicine Woman              | Dominee Thomas                                                     | Aflevering Deal with the Devil (Seizoen 4, aflevering 19). Rogers enige keer dat hij niet als zichzelf op tv verscheen, maar acteerde. |
| 1997        | Arthur                                 | Mister Rogers (stem)                                               | Seizoen 2, Aflevering 1 (Arthur Meets Mister Rogers). Fred Rogers sprak zijn eigen stem in en was speciaal geanimeerd tot een antropomorfistische Aardvarken. Aan het eind van de aflevering verscheen hij als zichzelf waar hij de techniek van animeren uitlegde aan de kijker. |
| 2018        | Won't you be my neighbour?             | Zichzelf (archief beelden)                                         | Documentaire over Fred Rogers. |
| 2019        | A Beautiful Day in the Neighborhood    | Zichzelf (archief beelden in de film en aftiteling)                | Film met Tom Hanks als Fred Rogers, waarbij archiefbeelden van de echte Rogers sporadisch gebruikt worden in de film en in de aftiteling. |